# 瓜达塞基耶斯
瓜达塞基耶斯，是西班牙巴伦西亚自治区巴伦西亚省的一个市镇。总面积3平方公里，总人口380人（2001年），人口密度127人/平方公里。